# Vörös királysikló
A vörös királysikló (Lampropeltis triangulum) a hüllők (Reptilia) osztályának pikkelyes hüllők (Squamata) rendjébe, ezen belül a siklófélék (Colubridae) családjába tartozó faj.

## Előfordulása
A vörös királysikló előfordulási területe Kanada délkeleti részétől, az Amerikai Egyesült Államok legnagyobb részén keresztül, egészen Közép-Amerikáig és Dél-Amerika északi részéig nyúlik. A legdélebbi állományai Nyugat-Ecuadorban és Észak-Venezuelában találhatók.

## Alfajai
Manapság 24 alfaja van elfogadva, korábban a Lampropeltis elapsoides (Holbrook, 1838) is alfajnak számított, azonban elismerték önálló fajként. Az alábbi alfajok különböző színezetűek és hatalmas területekkel rendelkeznek, emiatt egyes rendszerezők, a vörös királysiklót, több különböző fajra osztanák szét.
- Lampropeltis triangulum abnorma (Bocourt, 1886)
- Lampropeltis triangulum amaura (Cope, 1861)
- Lampropeltis triangulum andesiana (K.L. Williams, 1978)
- Lampropeltis triangulum annulata (Kennicott, 1861)
- Lampropeltis triangulum arcifera (Werner, 1903)
- Lampropeltis triangulum blanchardi (Stuart, 1935)
- Lampropeltis triangulum campbelli (Quinn, 1983)
- Lampropeltis triangulum celaenops (Stejneger, 1903)
- Lampropeltis triangulum conanti (K.L. Williams, 1978)
- Lampropeltis triangulum dixoni (Quinn, 1983)
- Lampropeltis triangulum gaigeae (Dunn, 1937)
- Lampropeltis triangulum gentilis (Baird & Girard, 1853)
- Lampropeltis triangulum hondurensis (K.L. Williams, 1978)
- Lampropeltis triangulum micropholis (Cope, 1860)
- Lampropeltis triangulum multistriata (Kennicott, 1861)
- Lampropeltis triangulum nelsoni (Blanchard, 1920)[3]
- Lampropeltis triangulum oligozona (Bocourt, 1886)
- Lampropeltis triangulum polyzona (Cope, 1861)
- korallsikló (Lampropeltis triangulum sinaloae) (K.L. Williams, 1978)
- Lampropeltis triangulum smithi (K.L. Williams, 1978)[3]
- Lampropeltis triangulum stuarti (K.L. Williams, 1978)
- Lampropeltis triangulum syspila (Cope, 1889)
- Lampropeltis triangulum taylori (W.W. Tanner & Loomis, 1957)
- Lampropeltis triangulum triangulum (Lacépède, 1788)

## Megjelenése
Ennek a kígyófajnak az átlagos hossza 51-152 centiméter között van. Pikkelyei simák és fényesek. A különböző elterjedési helyein a különböző alfajok és állományok, más-más veszélyes korallkígyót (Micrurus) utánoznak. Mivel nem rendelkeznek méreggel, a mimikri segítségével riasztják el ragadozóikat.

## Életmódja
A hatalmas elterjedési területén, számos élőhelyen megtalálható. A legfőbb élőhelye az erdő, de emellett a nyílt prérin és a sziklaoldalakon is fellelhető. Nagyjából éjszaka tevékeny. Habár a mérgező korallkígyókat utánozza, a vörös királysikló elsősorban az álcázásra, a környezetébe való beleolvadásra hagyatkozik. Mindig a talajon mozog. A fiatal példány meztelencsigákkal, földigiliszta-félékkel és rovarokkal, főleg tücskökkel táplálkozik. A felnőtt példány étlapja ennél változatosabb: gyíkokkal, főleg vakondgyíkfélékkel, kisebb emlősökkel, madarakkal és azok tojásaival, békákkal, halakkal és egyéb kígyókkal is táplálkozik.

## Szaporodása
Tojások által szaporodik. Egy fészekaljban általában 10 tojás van, bár ezek száma alfajtól és élőhelytől függően változó. A párzási időszaka május elejétől június végéig tart; június és júliusban a nőstény kidőlt fák alá, sziklák alá vagy az avarba 3-20 tojást tojik. A kikeléshez legalább 2 hónap kell; a kis kígyók augusztusban és szeptemberben kelnek ki.
A vörös királysikló körülbelül 12 évig él.

## A vörös királysikló és az ember
A Természetvédelmi Világszövetség (IUCN) nem tartja veszélyeztetettnek ezt a kígyófajt, habár közkedvelt „házi kedvenc”. Számos alfaját könnyen lehet fogságban szaporítani.

## Képek

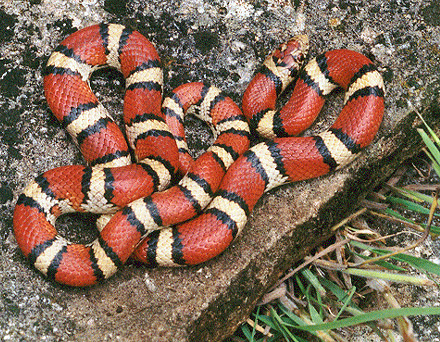
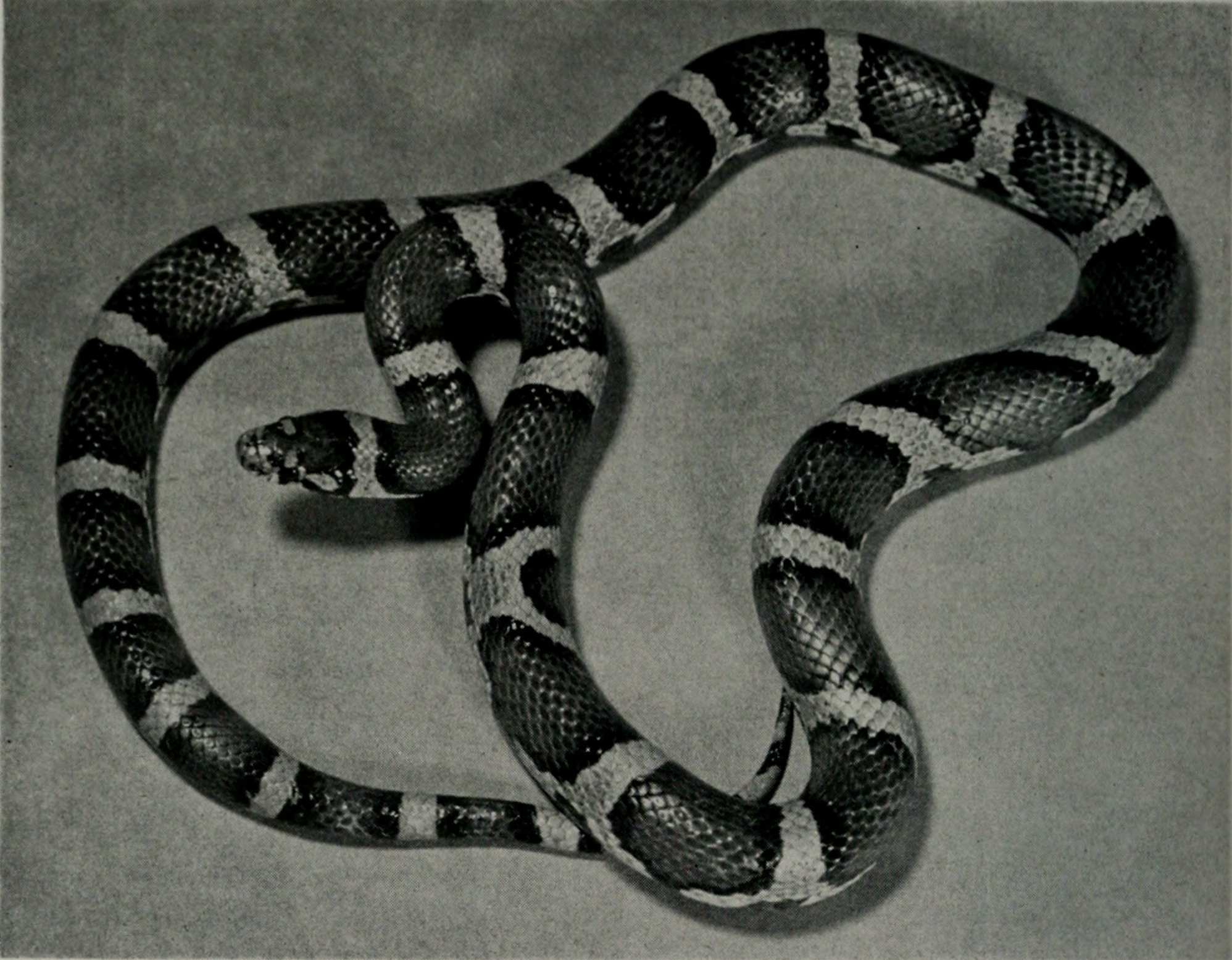
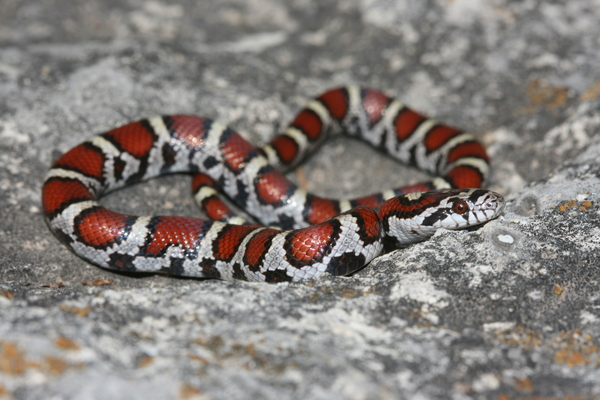
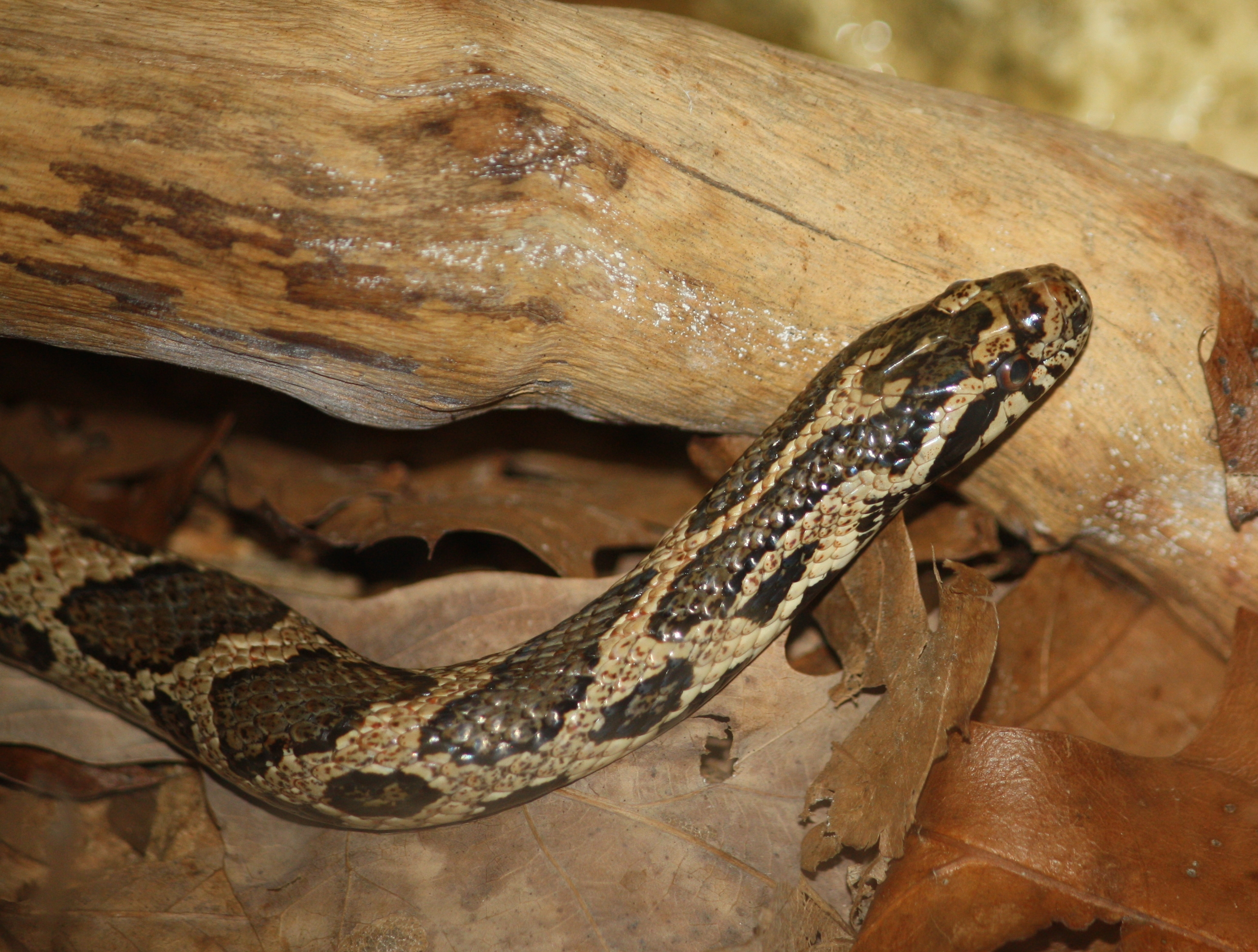
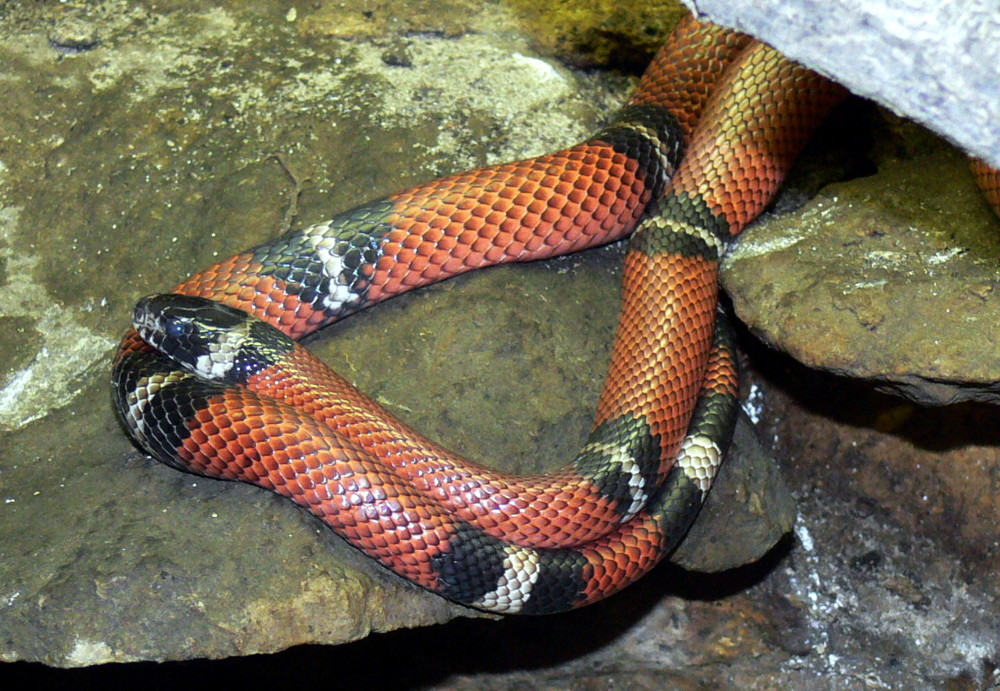

## Fordítás
- Ez a szócikk részben vagy egészben  a   Milk snake című angol Wikipédia-szócikk ezen változatának fordításán alapul.  Az eredeti cikk szerkesztőit annak laptörténete sorolja fel. Ez a jelzés csupán a megfogalmazás eredetét és a szerzői jogokat jelzi, nem szolgál a cikkben szereplő információk forrásmegjelöléseként.